# 296e régiment d'artillerie
Pour les articles homonymes, voir 296e régiment.
Le 296e régiment d'artillerie lourde divisionnaire (296e RALD) est une unité de l'Armée de terre française ayant participé à la Seconde Guerre mondiale en 1939-1940. 

## Historique

### Formation et drôle de guerre

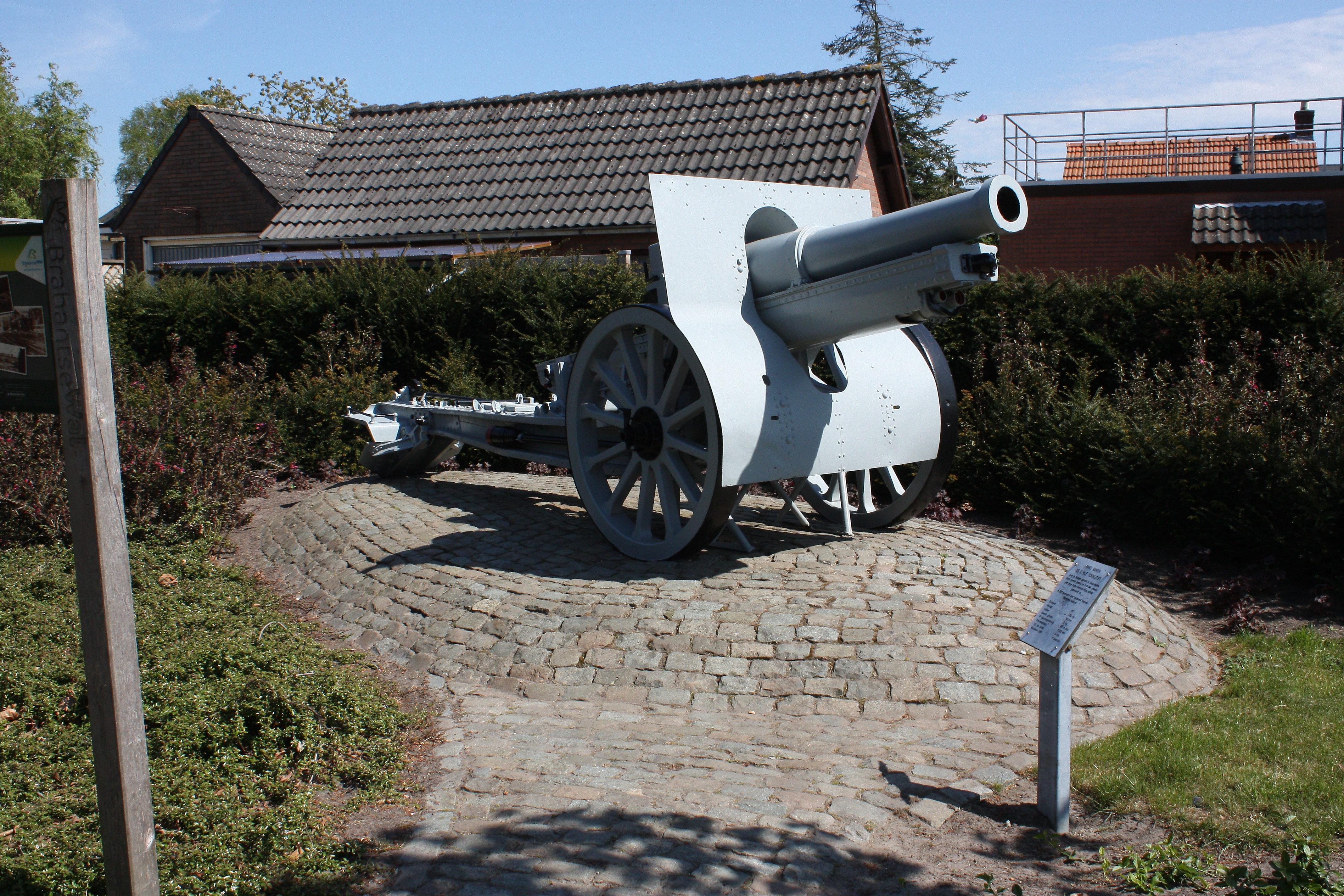
Un canon de 155 C modèle 1917 Schneider, modèle armant le régiment.

Le 296e régiment d'artillerie de montagne est une unité de réserve créée le 27 octobre 1939 par le centre mobilisateur d'artillerie no 35 à Draguignan. Son noyau de militaires d'active est issu du 363e RALP,. Le 296e RALD (ou 296e régiment d'artillerie lourde portée) est constitué de deux groupes de canons de 155 C modèle 1917 portés (c'est-à-dire montés sur des camions pour le transport) et est commandé par le lieutenant-colonel Bichat.
Il est rattaché initialement rattaché à la 30e division d'infanterie, qui fait partie de l'armée des Alpes. Lorsque la 30e DI quitte les Alpes en octobre 1939, le régiment rejoint la 65e division d'infanterie. La division est mise à disposition du secteur fortifié des Alpes-Maritimes.
Le 1er juin 1940, le régiment compte 40 officiers, 126 sous-officiers et 1 044 militaires du rang.

### Combats duVIegroupe
Le VIe groupe est affecté le 6 juin à la 8e division légère d'infanterie coloniale. Il appuie les combats entre la Seine et l'Eure de Rolleboise à Villiers-en-Désœuvre le 13 juin, puis sur la Vesgre le lendemain et au nord de Chartres le 16. Sa motorisation permet au groupe de suivre le repli de la division sans subir de pertes. Le 19 au matin, le groupe combat sur la Loire autour d'Amboise puis s'installe au soir en position sur le Cher. Il tire le lendemain sur les Allemands qui attaquent depuis La Croix-en-Touraine. 
La division termine la campagne de juin 1940 repliée en Dordogne. 

### Combats duVegroupeet de l'état-major
Le Ve groupe et l'état-major, installés à Beuil, combattent pendant l'invasion italienne des Alpes.

### Dissolution
Le 296e RALD est dissout en juillet 1940.

## Insigne
Le régiment n'a pas d'insigne connu.